# Beuvraignes
Beuvraignes település Franciaországban, Somme megyében. Lakosainak száma 880 fő (2022. január 1.). Beuvraignes Amy, Canny-sur-Matz, Conchy-les-Pots, Crapeaumesnil, Fresnières, Roye-sur-Matz, Laucourt, Roye, Tilloloy és Verpillières községekkel határos.

## Népesség
A település népességének változása:
| Lakosok száma | 853  | 861  | 865  | 860  | 859  | 861  | 863  | 860  | 880  |
|               | 2013 | 2015 | 2016 | 2017 | 2018 | 2019 | 2020 | 2021 | 2022 |